# Alexander Andrejew (Pianist)
Alexander Andrejew (russisch Александр Андреев; * 2. Juli 1983 in Moskau, Sowjetunion) ist ein russischer Pianist. 

## Leben
Andreev schloss das Gnessin-Institut Moskau bei Alexander Alexandrow (russisch Александр Алехандров) und Wera Nossina (russisch Вера Носина) ab. Anschließend promovierte er am Moskauer Konservatorium bei Juri Slessarew (russisch Юрий Степанович Слесарев) sowie Jelena Sorokina (russisch Елена Сокорина). 1997 erhielt Andreev den 2. Preis beim Wettbewerb „Junge Musiker Moskaus“ (russisch Юные музыканты Москвы). 1998 wurde Andrejew, der bereits mit 6 Jahren Klavierunterricht bei Mirmann erhalten hatte, Laureat des Festivals „Tage Sergiev Rachmaninoffs in Moskau“ (russisch Дни Сергея Рахманинова в Москве). 1998 und 1999 nahm Andrejew am Internationalen Pianistenkurs „Sergei Rachmaninoff“ in der Stadt und 2001 am Festival der Künste in Sarov teil.

## Repertoire
Seit 2004 spielt Andrejew im Kammerensemble des Moskauer Konservatoriums und gewann den Grand-Prix des Internationalen Wettbewerbs Kunst des 21. Jahrhunderts (russisch Искусство XXI века) in den Jahren 2005 und 2006 und wurde wiederholt Preisträger Internationaler Wettbewerbe wie beispielsweise auf der Internationalen Woche der Konservatorien (Sankt-Petersburg, 2006). Außerdem tritt Andrejew seit 2004 in internationalen Konzertsälen im Klavierduo mit Julia Getallo auf.

## Auszeichnungen
- 1997: Preisträger Junge Musiker Moskaus
- 2005: Grand-Prix des Internationalen Pianistenwettbewerbs in Litauen
- 2006: Preisträger des Gesamtrussischen Pianistenwettbewerbs Weg zur Meisterschaft
- 2006: Preisträger des Internationalen Wettbewerbs Milij Balakirev